# Brusnengo
Brusnengo ist eine Gemeinde mit 1916 Einwohnern (Stand 31. Dezember 2023) in der italienischen Provinz Biella (BI), Region Piemont. 
Die Nachbargemeinden sind Curino, Masserano, Roasio und Rovasenda.

## Geographie
Das Gemeindegebiet umfasst eine Fläche von 10 km².

## Kulinarische Spezialitäten
In der Umgebung von Brusnengo wird Weinbau betrieben. Das Rebmaterial findet Eingang in die DOC-Weine Bramaterra (ein Rotwein) und Coste della Sesia.